# Nightingale (Haken)
Nightingale è un singolo del gruppo musicale britannico Haken, pubblicato il 26 aprile 2022 come primo estratto dal settimo album in studio Fauna.

## Antefatti
Il 10 marzo 2022 gli Haken hanno rivelato di aver completato le registrazioni del brano, il primo a figurare il tastierista storico Peter Jones (rientrato in formazione dopo 14 anni al posto di Diego Tejeida), e contemporaneamente hanno lanciato un contest rivolto ai fan al fine di realizzare la relativa copertina. Il vincitore è stato successivamente rivelato il 23 dello stesso mese, mentre il 19 aprile il gruppo ha reso disponibile un'anteprima del brano, rivelandone anche la relativa data di uscita.

## Descrizione
Dal punto di vista musicale Nightingale rappresenta un ritorno alle sonorità più progressive che hanno caratterizzato i primi lavori del gruppo, il quale ha dichiarato a tal proposito:
L'introduzione è scandita dalle tastiere di Jones, sfociando in una sezione rock progressivo con un cantato di Jennings che trae ispirazione dai lavori di artisti quali Gentle Giant e Yes, con la sezione strumentale e il finale pià vicine al progressive metal.

## Video musicale
Il video, realizzato interamente in animazione dalla Crystal Spotlight, è stato reso disponibile in concomitanza con il lancio del singolo attraverso il canale YouTube della Inside Out Music.

## Tracce
1. Nightingale – 7:23

## Formazione
Hanno partecipato alle registrazioni, secondo le note di copertina di Fauna:
Gruppo
- Conner Green – basso
- Charlie Griffiths – chitarra
- Raymond Hearne – batteria
- Richard Henshall – chitarra
- Ross Jennings – voce
- Peter Jones – tastiera

Produzione
- Haken – produzione
- Jens Bogren – missaggio
- Tony Lindgren – mastering
- David Simpson – ingegneria della batteria
- Paul "Win" Winstanley – ingegneria della voce
- Linus Corneliusson – montaggio aggiuntivo